# Олинский сельсовет
Олинский сельсове́т — сельское поселение в Лиманском районе Астраханской области Российской Федерации.
Административный центр — село Оля.

## История
6 августа 2004 года в соответствии с Законом Астраханской области № 43/2004-ОЗ установлены границы муниципального образования, сельсовет наделен статусом сельского поселения.

## Население
| 2010  | 2012  | 2013  | 2014  | 2015  | 2016  | 2017  |
| ----- | ----- | ----- | ----- | ----- | ----- | ----- |
| 3658  | ↗3696 | ↘3655 | ↘3613 | ↘3580 | ↗3603 | ↘3531 |
| 2018  | 2019  | 2020  | 2021  |       |       |       |
| ↘3499 | ↘3444 | ↘3390 | ↗3416 |       |       |       |

## Состав сельского поселения
| № | Населённый пункт | Тип населённого пункта       | Население |
| - | ---------------- | ---------------------------- | --------- |
| 1 | Баста            | село                         | →21       |
| 2 | Лесное           | село                         | ↗2221     |
| 3 | Оля              | село, административный центр | ↘1548     |